# 小勝多摩火工爆発事故
小勝多摩火工爆発事故（おがつたまかこうばくはつじこ）は、東京都府中町（現・府中市）で起きた火薬工場の爆発事故。1953年（昭和28年）2月14日・1956年（昭和31年）12月29日・1958年（昭和33年）7月30日と数年おきに発生し、火薬工場に対する規制を強める切っ掛けとなった。

## 1953年の事故
1953年（昭和28年）2月14日午前10時30分頃、東京都北多摩郡府中町貫井（現・府中市晴見）にある小勝多摩火工府中工場の火薬配合室で、作業中に爆発が発生、配合室がバラバラに吹き飛んだ。この爆発により、3000坪の敷地内にあった他の火薬倉庫にも引火し、大規模な爆発が発生。事務所、薬品倉庫、炊事場など火薬工場の敷地内にあった合計14棟の全てが吹き飛び、火災も発生した。
半径1キロ以内にある都営稔ヶ丘住宅、関東医療少年院、民家などで、窓ガラスが割れる、屋根や壁が崩れる、雨戸が落ちるなど被害は広範囲に及んだ。工場で作業していた24名のうち生存者は4名、一般市民1名が巻き添えで死亡し、犠牲者が21名に及んだ。特に、火薬配合室などにいた従業員8名の遺体が損傷が酷く、爆心から半径100メートルの範囲にバラバラに飛び散る惨状であった。

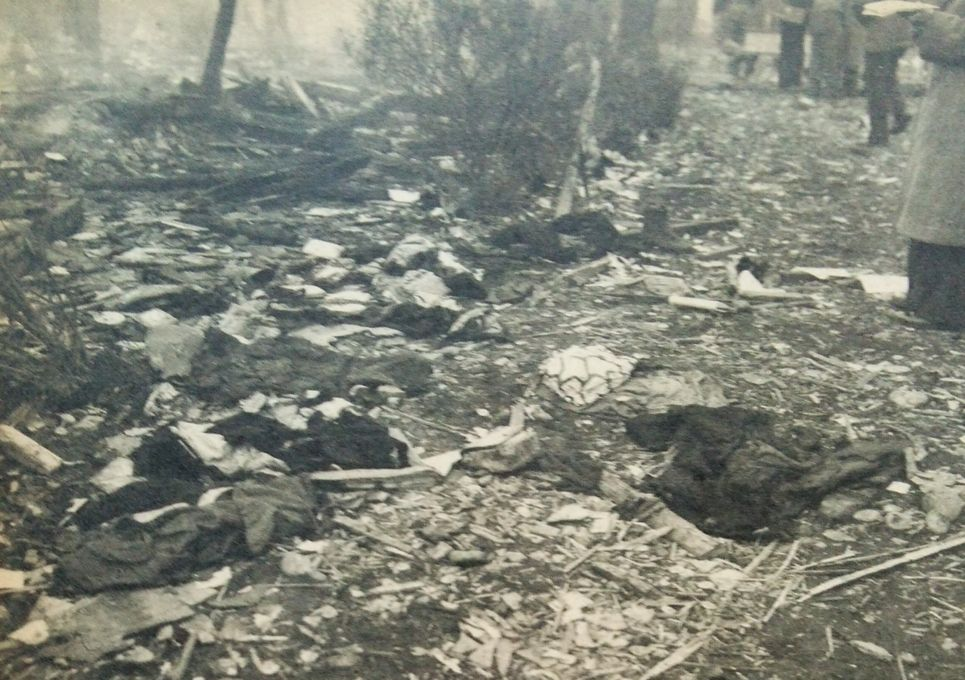
現場に散らばった従業員の衣服類
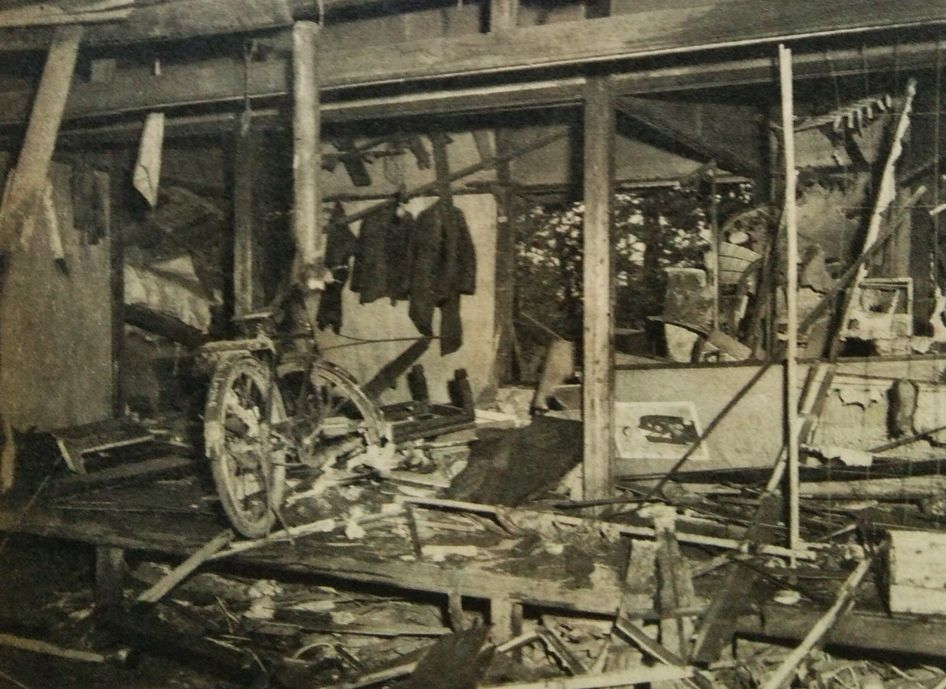
爆風で半壊した工場管理人の社宅

この工場で作っていたのは、大砲の射撃訓練に使う実弾の出ない直径2インチ高さ1.5〜2インチの筒形の弾「擬砲弾」で、保安隊（現・自衛隊）の注文だったという。当時、この擬砲弾を受注したばかりで、近所の主婦らを新規作業員として募集し生産を始めたところで、擬砲弾や火薬の製造過程に不慣れなまま大勢が作業に当たったのが事故の原因ではないかと疑われた。しかし事故当時火薬配合室に居た全員が爆死したため、詳細は分かっていない。

## 1956年の事故
1956年（昭和31年）12月29日午前11時20分、府中市下染屋にある丸玉屋小勝煙火製造工場の仕上工室第10作業場で爆発が起こり、更に6棟あった鉄筋コンクリート建火薬庫に誘爆。敷地内に建っていた木造17棟200坪が全焼し、従業員1人が死亡した。当時この工場には38人ないし40人の従業員が勤務していたものの、事故発生時にはその多くが引き揚げており死亡した従業員が残務整理に当たっていただけだった。 

## 1958年の事故
1958年（昭和33年）7月30日午後2時30分、1956年の事故が発生した花火工場の13号花火仕上工場で爆発、木造平屋14坪が全焼して従業員2人が即死。11人が重傷を負い病院に搬送されたものの、結果として全員が死亡している。この日は8月1日開催予定の相模湖の花火大会用の5寸玉・7寸玉の荷造り中で、既に後片付けを終えていたものの連日の作業で疲労が堪っていたところ何かの不注意から引火・爆発したものと推定される。

## 事故後
当時、全国に火薬類を製造する工場は18ヶ所あり、この工場はその一つであった。これら18ヶ所の工場は通商産業省の厳しい指導を受けているはずであったが、実際には前述のような状態だった事から、通商産業省は「火薬類取締規則」を改正し、火薬類に対する取締りを強める旨を発表した。